# Podbřežice
Podbřežice là một làng thuộc huyện Vyškov, vùng Jihomoravský, Cộng hòa Séc.